# Czequestria
Czequestria是自2014年起於捷克舉辦，以動畫《彩虹小馬：友情就是魔法》為主題的國際聚會，通常於8月的最後一個或倒數第二個週末舉行，活動主要以英語進行，來自捷克及國外的遊客約佔各參與者總數的一半。這也是捷克和斯洛伐克地區規模最大的粉絲聚會之一。其名稱為捷克的Czech與小馬利亞的英語Equestria組合而成。

## 概況
聚會通常邀請《彩虹小馬：友情就是魔法》的官方配音員、編劇以及其他嘉賓（包括藝術家，音樂家，遊戲開發人員）。至2014年首屆以來已舉辦4屆。
| 屆數 | 年份 | 日期          | 出席人數 | 地點                  |
| ---- | ---- | ------------- | -------- | --------------------- |
| 1.   | 2014 | 8月29日至31日 | 230      | 布拉格 克拉科夫文化宮 |
| 2.   | 2015 | 8月21日至23日 | 250      | 布拉格 克拉科夫文化宮 |
| 3.   | 2017 | 8月18日至20日 | 360      | 布拉格 克拉科夫文化宮 |
| 4.   | 2019 | 8月23日至25日 | 450      | 布拉格 克拉科夫文化宮 |

## 吉祥物

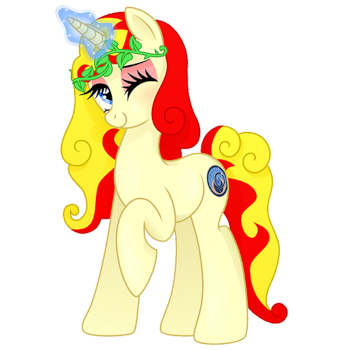
吉祥物Libuše

Czequestria的吉祥物是一隻名為莉布丝（捷克語：Libuše）的獨角獸小馬，其靈感來自傳說中布拉格的創建者莉布絲公主，紅色和黃色象徵著布拉格市旗的顏色，她身上的標記是布拉格天文钟。她頭上戴著菩提樹花環，象徵捷克國樹-菩提樹。

## 外部連結
- 官方網站 （页面存档备份，存于） （捷克文）（英文）
- Czequestrie （页面存档备份，存于） 官方Twitter